# 7e division d'infanterie nord-africaine
La 7e division d'infanterie nord-africaine (7e DINA) est une division d'infanterie de l'Armée de terre française qui a participé à la Seconde Guerre mondiale.

## Composition
- 10e régiment de tirailleurs marocains (10e RTM) : lieutenant-colonel Brial, puis commandant Jaggli (11 juin)[1]
- 20e régiment de tirailleurs tunisiens (20e RTT) : lieutenant-colonel Tribot-Lespierre[1]
- 31e régiment  de tirailleurs algériens (31e RTA) : lieutenant-colonel Doucet[1]
- 81e régiment d'artillerie nord-africaine (81e RANA)[2]
- 281e régiment d'artillerie lourde divisionnaire (281e RALD)[2]
- 97e groupe de reconnaissance de division d'infanterie : lieutenant-colonel Lacombe de la Tour.

## Historique
La 7e DINA est formée le 16 mars 1940 au camp du Valdahon à partir d'unités de l'Armée d'Afrique.
Engagée à partir du 23 mai sur le front de la Somme, elle doit reculer mi-juin. Seuls des débris parviennent à se replier vers le sud.
Elle est dissoute le 10 juillet 1940.

## Insigne
L'insigne de la division, resté à l'état de dessin non colorié, présente un écu tiercé en pairle avec une main de Fatma, une étoile marocaine et un soleil. Surmonté d'une grenade, l'écu est posé sur deux canons croisés et un croissant. Ce dernier porte la devise « Nous sommes les enfants du Maghreb » en arabe.